# Ciclisme als Jocs Olímpics d'estiu de 1928
Als Jocs Olímpics de 1928 celebrats a la ciutat d'Amsterdam (Països Baixos) es disputaren 6 proves de ciclisme, totes elles en categoria masculina.
Aquestes proves es dividiren en dues de ciclisme en ruta, formades per una contrarellotge individual, el temps de la qual fou utilitzada per a decidir el resultat de la contrarellotge per equips, i en quatre proves de ciclisme en pista. La prova de 50 quilòmetres se substituí per una prova d'1 quilòmetre contrarellotge.

## Nacions participants
Hi participaren un total de 149 ciclistes de 27 nacions diferents: Irlanda, Espanya i Turquia participen en ciclisme per primera vegada.
| - Alemanya (10) - Argentina (6) - Austràlia (2) - Àustria (2) - Bèlgica (8) - Canadà (6) - Dinamarca (5) - Espanya (1) - Estats Units (4) |  | - Finlàndia (1) - França (8) - Irlanda (2) - Itàlia (12) - Iugoslàvia (4) - Letònia (5) - Lituània (4) - Luxemburg (4) - Països Baixos (11) |  | - Noruega (4) - Polònia (11) - Regne Unit (12) - Sud-àfrica (1) - Suècia (4) - Suïssa (9) - Turquia (4) - Txecoslovàquia (4) - Xile (5) |

## Resum de medalles

### Ciclisme en ruta
| Prova                             | Or                                                   | Plata                                                         | Bronze                                               |
| Contrarellotge individual detalls | Henry Hansen                                         | Frank Southall                                                | Gösta Carlsson                                       |
| Contrarellotge per equips detalls | DinamarcaHenry Hansen · Orla Jørgensen · Leo Nielsen | Regne UnitJack Lauterwasser · John Middleton · Frank Southall | SuèciaGösta Carlsson · Erik Jansson · Georg Johnsson |

### Ciclisme en pista
| Prova                             | Or                                                                      | Plata                                                                                 | Bronze                                                             |
| Quilòmetre contrarellotge detalls | Willy Hansen                                                            | Gerard Bosch                                                                          | Dunc Gray                                                          |
| Velocitat individual detalls      | Roger Beaufrand                                                         | Antoine Mazairac                                                                      | Willy Hansen                                                       |
| Tàndem detalls                    | Països BaixosBernhard Leene · Daan van Dijk                             | Regne UnitErnest Chambers · John Sibbit                                               | AlemanyaHans Bernhardt · Karl Köther                               |
| Persecució per equips detalls     | ItàliaCesare Facciani · Giacomo Gaioni · Mario Lusiani · Luigi Tasselli | Països BaixosJohannes Maas · Piet van der Horst · Janus Braspennincx · Jan Pijnenburg | Regne UnitGeorge Southall · Harry Wyld · Leonard Wyld · Percy Wyld |

## Medaller
| Posició | País          | Or | Argent | Bronze | Total |
| 1       | Dinamarca     | 3  | 0      | 1      | 4     |
| 2       | Països Baixos | 1  | 3      | 0      | 4     |
| 3       | França        | 1  | 0      | 0      | 1     |
| 3       | Itàlia        | 1  | 0      | 0      | 1     |
| 5       | Regne Unit    | 0  | 3      | 1      | 4     |
| 6       | Suècia        | 0  | 0      | 2      | 2     |
| 7       | Austràlia     | 0  | 0      | 1      | 1     |
| 7       | Alemanya      | 0  | 0      | 1      | 1     |